# Aérodrome de Mâcon - Charnay
L’aérodrome de Mâcon - Charnay (code OACI : LFLM) est un aérodrome ouvert à la circulation aérienne publique (CAP), situé sur la commune de Charnay-lès-Mâcon à 2 km au sud-ouest de Mâcon dans la Saône-et-Loire (région Bourgogne-Franche-Comté, France).
Il est utilisé pour la pratique d’activités de loisirs et de tourisme (aviation légère, hélicoptère et aéromodélisme).

## Histoire
Créé en 1928 par A. Jambon sur la commune de Charnay-Lès-Mâcon, l'aéroclub a formé des générations de pilotes et compte aujourd'hui 150 membres. Idéalement situé sur les bords de Saône, entre Lyon et Dijon, à moins d'une heure de vol des Alpes et du Massif Central, l'aéroclub bénéficie d'un environnement privilégié.

## Installations
L’aérodrome dispose d’une piste bitumée orientée sud-nord (17/35), longue de 1 230 mètres et large de 24 mètres.
L’aérodrome n’est pas contrôlé. Les communications s’effectuent en auto-information sur la fréquence 119,005 MHz.
S’y ajoutent :
- deux aires de stationnement ;
- des hangars ;
- une station d’avitaillement en carburant (SP98 et 100LL)[2].
- Un restaurant - l'Aéro Café - au bord de la piste a ouvert en 2019.

## Activités

### Loisirs et tourisme
- Aéroclub du Mâconnais
- Tous en Vol
- Air Force Ain

### Sociétés implantées
- Mâcon Air Services